# Hrabstwo Harlan (Kentucky)
Hrabstwo Harlan – hrabstwo w USA, w stanie Kentucky. Zajmuje 1212 km², z których 2 km² stanowi woda. Według danych z 2010 roku, hrabstwo zamieszkiwało 29278 osób. Nazwano je na cześć majora Silasa Harlana (1752–82), który zginął w Bitwie pod Blue Licks.
Ze względu na sprzedaż alkoholu Harlan jest uznawane za "moist county" – sprzedaż jest zabroniona z wyjątkiem miasta Cumberland oraz restauracji posiadających powyżej 100 miejsc siedzących.

## Geografia
Harlan powstało w 1819 roku. Zostało wydzielone z obszaru hrabstwa Knox. Siedzibą hrabstwa jest Harlan.

### Miasta
- Benham
- Cumberland
- Evarts
- Harlan
- Loyall
- Lynch

### CDP
- Cawood
- Coldiron
- Kenvir
- Pathfork
- South Wallins
- Wallins Creek